# 옥암동 초당산 고분
옥암동 초당산 고분은 전라남도 목포시 옥암동에 있다. 2012년 5월 21일 목포시의 문화유산 제16호로 지정되었다.

## 개요
초당산 마을 북서쪽에 자리한 야산 정상부(해발 56.3m)에 말무덤이라고 불리는 1기의 고분이 있다. 북동쪽으로 약 150m 지점에는 옥남초등학교가 있으며, 현재 고분 주변은 감나무 과수원으로 개간되어 이용되고 있다.고분은 입지상 야산의 정상부에 위치하고 있어 주위를 모두 조망할 수 있으며, 영산강 하구둑이 조성되기 이전에는 고분에서 200m 정도 앞까지 바닷물이 들어왔다고 한다.